# Pinheira (Cantagalo)
Pinheira ist ein Ort (aldeia) im Distrikt Cantagalo auf der Insel São Tomé im Inselstaat São Tomé und Príncipe.

## Geographie
Der Ort liegt an der Nordgrenze des Distrikts, nahe bei Caixão Grande in Água Grande und in der Nähe von Guegue Norte.
Die Siedlung liegt im Tal des Rio Manuel Jorge, welcher an dieser Stelle die Grenze der Distrikte bildet. Im Nachbardistrikt schließt sich nach Norden Quilemba (Uba Quime) an und nach Süden verläuft eine Straße nach Nova Olinda (Guegue Novo). Im Osten, an der Küste liegt der Hafen von Uba Budo.